# (3875) Staehle
(3875) Staehle est un astéroïde de la ceinture principale.

## Description
(3875) Staehle est un astéroïde de la ceinture principale. Il fut découvert le 17 mai 1988 à l'Observatoire Palomar par Eleanor Francis Helin. Il présente une orbite caractérisée par un demi-grand axe de 2,22 UA, une excentricité de 0,19 et une inclinaison de 6,2° par rapport à l'écliptique.

## Compléments